# Konstantin Jireček
Josef Hermenegild Konstantin Jireček (Vienna, 24 luglio 1854 – Vienna, 10 gennaio 1918) è stato uno storico ceco.

## Biografia
Dopo gli studi al Theresianum di Vienna, Jireček si iscrisse alla facoltà di filosofia all'Università Carolina di Praga, dove tra l'altro conseguì il dottorato con una tesi sulla Storia dei Bulgari, che venne accolta con entusiasmo dal pubblico accademico. Quest'opera è ritenuta un caposaldo della storiografia bulgara, che fa uso di materiali geografici e archeologici presentando in maniera positiva il destino storico del popolo bulgaro, analizzando la caduta del Secondo Impero, l'occupazione ottomana e la lotta per l'indipendenza.
Oltre che di storia bulgara, fu un grande esperto di storia balcanica, al cui riguardo scrisse diverse monografie di rilievo. Il neonato Stato bulgaro lo nominò segretario generale del Ministero della pubblica istruzione a Sofia, capo del medesimo ministero e infine ministro, seppur Jireček avesse rifiutato la naturalizzazione. Venne anche nominato direttore della Biblioteca e del Museo nazionale e intraprese numerosi viaggi nella regione che accompagnarono una prolifica pubblicazione.
Nel 1882 tornò a Praga per insegnare storia generale all'università cittadina. Nel suo secondo periodo accademico si concentrò sulla storia del Balcani occidentali, in particolare su Serbia, Dalmazia e Ragusa. A Vienna insegnò filologia slava e studi classici collaborando con Vatroslav Jagić e diresse il Dipartimento di storia dell'Europa orientale.
La grande considerazione di esperto di storia balcanica di cui godeva gli permise di diventare membro permanente di numerose accademie delle scienze di prestigio, come quella di Vienna, Praga, Belgrado, Sofia, Zagabria, Budapest, San Pietroburgo e Monaco di Baviera. Alla sua morte il suo vasto materiale d'archivio fu acquisito dall'Accademia bulgara delle scienze e la sua biblioteca passò all'Istituto austriaco di ricerca per l'Oriente.

## Opere
- Dějiny bulharského národa, 1876.
- Geschichte der Bulgaren. Nachdr. d. Ausg. Prag 1876. Hildesheim [u.a.]: Olms, 1977. ISBN 3-487-06408-1.
- Die altböhmischen Gedichte der Grünberger und Königinhofer: Handschrift im Urtexte und in deutscher Uebersetzung. Prag: Rivnac, 1879.
- Die Handelsstrassen und Bergwerke von Serbien und Bosnien während des Mittelalters: historisch-geographische Studien. Prag: Verl. der Kön. Böhmischen Ges. der Wiss., 1879
- Einige Bemerkungen über die Überreste der Petschenegen und Kumanen sowie über die Völkerschaften der sogenannten Gagauzi und Surguči im heutigen Bulgarien. Prag: Verl. d. Königl. Böhm. Ges. d. Wiss., 1889.
- Die Heerstrasse von Belgrad nach Constantinopel und die Balkanpässe. Prag: Tempsky, 1877.
- Das Fürstentum Bulgarien, seine Bodengestaltung, Natur, Bevölkerung, wirthschaftliche Zustände, geistige Cultur; mit 42 Abbildungen und einer Karte. Prag [u.a.]: Tempsky [ u.a.], 1891; Leipzig: Freytag, 1891.
- Poselství republiky Dubrovnické k císařovně Kateřině v roce 1771. Prag, 1893.
- Das christliche Element in der topographischen Nomenclatur der Balkanländer. Wien: Gerold, 1897
- Staat und Gesellschaft im mittelalterlichen Serbien: Studien zur Kulturgeschichte des 13.–15. Jahrhunderts. Fotomechanischer Nachdruck der Orig.-Ausg. Wien 1912. Leipzig: Zentralantiquariat der DDR, 1974
- Geschichte der Serben, 1911–18, unvollendet. Bd. 1 Bis 1371; Bd. 2 1371-1537. Gotha: Perthes, o. J. Nachdruck Amsterdam: Hakkert, 1967.

### Tradotte in italiano
- L'eredità di Roma nelle città della Dalmazia durante il medioevo, vol. 1, Roma, Società dalmata di storia patria, 1984, SBN IT\ICCU\IEI\0050332.